# Polaco (futebolista)
Carlos Eduardo de Souza, mais conhecido como Polaco, (Rancharia, 10 de dezembro de 1949) é um ex-futebolista brasileiro, que atuava como zagueiro.
Polaco começou na Prudentina e logo foi contratado pelo Corinthians, onde ficou dois anos até ir para o rival, Palmeiras. No Verdão, Polaco participou de uma das eras mais vitoriosas do clube. Curiosamente, foi graças a uma lesão sua que Alfredo Mostarda assumiu a titularidade do maior time da história do clube. Após sair do Palmeiras, Polaco passou por vários clubes menores até encerrar a carreira. Atualmente, vive em sua cidade natal, onde é dono de um posto de gasolina.

## Títulos
Palmeiras
- Campeonato Brasileiro: 1972 e 1973